# Richard V van Merode
Richard V van Merode was een edelman die leefde van 1505-1560. Hij was de zoon van Richard IV van Merode en Margaretha van Horne (1480). Hij was heer van Oirschot en Hilvarenbeek.
Hij trouwde in 1540 met Geertruida van Crom.
Hun kinderen waren:
- Richard VI van Merode (1550-1587)
- Hendrik van Merode
- Maria van Merode
- Margaretha van Merode

Zijn grafmonument bevindt zich in de Sint-Petruskerk te Oirschot.